# Byrknesøya
Byrknes este o localitate din comuna Gulen, provincia Sogn og Fjordane, Norvegia, cu o suprafață de 0,61 km² și o populație de 265 locuitori (2013).